# Кубишова, Марта
Марта Кубишова (чеш. Marta Kubišová; род. 1 ноября 1942, Ческе-Будеёвице, Протекторат Богемии и Моравии) — чехословацкая (позже — чешская) певица, киноактриса и правозащитник. Исполненная ею в 1968 году во время Пражской весны песня «Молитва для Марты» (чеш. Modlitba pro Martu) стала символом сопротивления советской оккупации.

## Биография

### Ранние годы
Марта Кубишова родилась 1 ноября 1942 года в городе Ческе-Будеёвице, располагавшемся на территории нацистского протектората Богемии и Моравии. Её отец был врачом-кардиологом, мать — домохозяйкой. В 1952 году семья переехала в Подебрады. После окончания гимназии Марте не удалось поступить в институт, поэтому она стала работать на местном стекольном заводе.
Певческая карьера Марты началась с танцевальной группой из оркестра «Подебрады», с которой она выступала во время послеполуденных чаепитий в располагавшемся неподалёку Нимбурке. В 1961 году приняла участие в конкурсе «Ищем новые таланты» (чеш. Hledáme nové talenty), дойдя до его финала. В 1962 году девушку уволили с завода, и она решила попытать счастье на театральной сцене: выступала на подмостках театра «Стоп» в Пардубице, в пльзеньской «Альфе» и, наконец, в пражском «Рококо» со своим собственным репертуаром.
С декабря 1965 года началось сотрудничество Марты Кубишовой с Вацлавом Нецкаржем и Геленой Вондрачковой, в результате которого в ноябре 1968 года родилось трио «Golden Kids». Три года подряд — с 1967 по 1969 — Марта завоёвывала «Золотого соловья», являвшегося главной наградой для чехословацких исполнителей.

### «Пражская весна» и период «нормализации»
В августе 1968 года Кубишовой впервые была исполнена песня «Молитва для Марты» (чеш. Modlitba pro Martu), первоначально написанная для телесериала «Песня для Рудольфа III» (чеш. Píseň pro Rudolfa III), но впоследствии ставшая символом сопротивления народа против ввода войск стран Варшавского договора в Чехословакию.
В феврале 1970 года госорганы страны запретили Марте Кубишовой любую сценическую деятельность. Официальной причиной обвинения певицы стали три фотографии порнографического содержания, созданные в действительности с помощью фотомонтажа. Неофициальной причиной же называлась «слишком близкая связь с событиями августа 1968». Спустя несколько месяцев Кубишова выиграла судебный процесс против директора звукозаписывающей компании «Supraphon», который стал зачинщиком этого скандала, однако в ближайшие 20 лет это не помогло ей вернуться на сцену.
После того, как в 1977 году Кубишова подписала и активно продвигала тезисы Хартии-77, внимание спецслужб к её персоне ещё больше возросло. Несмотря на это, в 1978 году в подпольной студии она записала альбом, в который вошли чешские народные песни, знаменитая «Молитва для Марты» и дуэты с музыкантом Ярославом Гуткой. Альбом вышел в Швеции, а обратно в Чехословакию перевозился нелегальными, контрабандными путями.

### Бархатная революция
В 1988 году после продолжительного отсутствия на публике Кубишова появилась на демонстрации, посвящённой 40-й годовщине принятия Всеобщей декларации прав человека, где исполнила гимн своей страны.
Осенью 1989 года в Чехословакии состоялась так называемая «Бархатная революция» — мирное гражданское восстание, приведшее к отстранению от власти коммунистической партии. 21 ноября во время одного из революционных выступлений Марта Кубишова по просьбам многотысячной толпы пела с балкона на Вацлавской площади Праги чехословацкий гимн и свою знаменитую песню «Молитва для Марты».
В июне 1990 года вскоре после революции Кубишова была избрана депутатом Федерального собрания Чехословакии, однако уже в июле по собственной инициативе сдала мандат.
В том же году от компании «Supraphon» певице поступило предложение выпустить альбом с её хитами конца 1960-х. Главным условием исполнительницы было перечисление всех сумм, которые ей не были заплачены в период запрета на сценическую деятельность — их она получила все разом.

### 1990—2000-е
28 октября 1995 года из рук первого президента Чехии Вацлава Гавела Кубишовой была вручена медаль «За заслуги» II степени.
В 1998 году награждена почётной медалью ТГМ от «Демократического движения Масарика».
В 2015 году награждена рыцарским крестом люксембургского ордена Заслуг.
1 января 2018 года Кубишова была награждена президентом Словакии Андреем Киской орденом Двойного белого креста II степени.
В 2023 году из рук президента Чехии Петра Павла была удостоена ордена Томаша Гаррига Масарика I степени

### Личная жизнь
Осенью 1969 года Кубишова вышла замуж за режиссёра Яна Немеца. В 1971 году в результате перенесённой стрессовой ситуации, связанной с обвинением госслужб в порнографии, певица на восьмом месяце беременности потеряла ребёнка и пережила клиническую смерть. В 1973 году Кубишова развелась с Яном Немецом, эмигрировавшим в США, и вышла замуж за режиссёра Яна Моравеца. 1 июня 1979 года у пары родилась дочь Катержина.